# Luís Correia
Luís Correia là một đô thị thuộc bang Piauí, Brasil. Đô thị này có diện tích 1071,276 km², dân số năm 2007 là 26178 người, mật độ 24,44 người/km².